# 岡部長敬
岡部 長敬（おかべ ながたか）は、江戸時代中期の大名。和泉国岸和田藩4代藩主。岸和田藩岡部家5代。

## 略歴
3代藩主・岡部長泰の次男として岸和田城にて誕生。母は側室と言われている。幼名は大助。
長兄が早世したため世子となり、享保6年（1721年）9月22日に父の隠居により跡を継いだ。奏者番となり、藩政においては軍制改革を行なって文武を奨励したりしたが、享保9年（1724年）7月18日に父が死去した後、後を追うように7月25日に45歳で急死した。跡を長男の長著が継いだ。墓所は大阪府岸和田市の泉光寺。

## 系譜
- 父：岡部長泰（1650-1724）
- 母：側室
- 正室：土屋政直の娘
- 側室
  - 長男：岡部長著（1712-1756）
- 生母不明の子女
  - 三男：岡部長皓 - 旗本寄合席
  - 四男：岡部長邦
  - 五男：岡部長矩